# Élise Ropers
Élise Ropers est une danseuse et professeur de danse française née le 28 juin 1968 à Saïgon (Hô Chi Minh-Ville, Viet Nâm).
Elle se destine dès le plus jeune âge à une carrière de danseuse. Elle passe en 1979 le concours d'entrée au Ballet de l'Opéra national de Paris, qu'elle réussit. Elle y passera plus de vingt ans, de petit rat à ballerine de la compagnie du corps de ballet. Elle a traversé le monde grâce à ses représentations. Sa carrière de danseuse s'est interrompue à la naissance de ses deux enfants, elle enseigne et a dirigé son école de danse en région parisienne 
(Bougival 78). 
Depuis 2015, elle réside à Ho Chi Minh City, professeure internationale, chorégraphe, productrice et directrice, elle continue à transmettre son art et sa passion.